# Xavier Juncadella Salisachs
Xavier Juncadella Salisachs   (Barcelona, 1947) és un antic pilot d'automobilisme català. És germà del dues vegades Campió d'Espanya Josep Maria Juncadella, al costat de qui debutà com a copilot de ral·lis el 1968, i cunyat d'Àlex Soler-Roig i de Lluís Pérez-Sala. El seu fill, Daniel Juncadella Pérez-Sala, és un conegut pilot de Fórmula 3.

## Trajectòria esportiva
El 1969 s'estrenà com a pilot de ral·lis i disputà també algunes pujades de muntanya i curses de circuit, modalitat en què acabà per especialitzar-se. Aquell any fou desè en el Gran Premi de Barcelona de Fórmula 3. El 1970, ja com a membre de l'Escuderia Montjuïc, disputà la Fórmula 1430, competició on acabà tercer del campionat el 1972. El 1973 acabà tercer als 400 km de Barcelona i un any després, el 1974, aconseguí el seu millor èxit en proclamar-se campió de la primera edició de la Fórmula 1800, al volant d'un Selex amb motor SEAT.